# Самбрано, Хорхе Луис
Хорхе Луис Самбрано Гонсалес (исп. Jorge Luis Zambrano 3 октября 1981 года, Манта, Эквадор — 28 декабря 2020 года, там же), более известный под псевдонимом Раскинья (исп. Rasquiña) — эквадорский преступник, лидер преступной группировки, известной как «Лос Чонерос» с 2007 года до своей смерти. Убит в 2020 году. Его гибель привела к масштабному криминальному переделу сфер влияния в Эквадоре.

## Криминальная жизнь
Стал лидером «Лос Чонерос» после убийства основателя Хорхе Велиса по прозвищу «Лейтенант Испания».
В 2008 году был впервые арестован полицией в рамках операции по борьбе с наркотиками, но через год был освобожден, не получив приговора.
В сентябре 2011 года снова был схвачен полицией, на этот раз в Гуаякиле за участие в убийстве мужчины в провинции Манаби. По данным полиции, Самбрано замешан как минимум в 14 убийствах. В 2012 году его обвинили в новом убийстве, на этот раз другого заключённого, который содержался в той же тюрьме, что и он.
11 февраля 2013 года сбежал с 17 другими членами «Лос Чонерос» из тюрьмы «Ла Рока» в Гуаякиле. Для осуществления побега они обездвижили 14 тюремных проводников и скрылись на лодках по реке Дауле. Министр внутренних дел Хосе Серрано Сальгадо объявил вознаграждение в размере 100 000 долларов США за поимку Самбрано. Девять месяцев спустя он был арестован колумбийской полицией в элитном районе города Богота и экстрадирован обратно в Эквадор. Затем его доставили в Центр лишения свободы «Зона 8», который в то время считался самой надёжной тюрьмой в стране.
В 2015 году его осудили за соучастие в убийстве на восемь лет, но через два года признали соисполнителем преступления и срок увеличили до двадцати лет. Однако в 2019 году судья снова изменил приговор, на этот раз до семи лет. Во время своего пребывания в тюрьме Самбрано продолжал руководить преступными операциями организации. В 2019 году его обвинили в причастности к проникновению в тюрьму Гуаякиля фальшивой машины скорой помощи, которая перевозила холодильник, огнестрельное оружие и бутылки со спиртным. Однако через несколько месяцев процесс в его отношении был закрыт за отсутствием состава преступления.
В июне 2020 года Самбрано был освобожден из Социально-реабилитационного центра Котопахи после того, как судья Альзира Бенитес удовлетворила его ходатайство о досрочном освобождении, поскольку он отбыл более 90 % срока заключения, и в связи с этим Судебный совет инициировал дисциплинарное взыскание против судьи Бенитес. После своего отъезда Самбрано вступил в конфликт за контроль над Лос Чонерос с двумя другими членами организации.
Через месяц после освобождения Частный технический университет Лохи присвоил Самбрано юридическую степень, которую он получил в результате дистанционного обучения во время своего пребывания в тюрьме.

## Смерть
28 декабря 2020 года Самбрано был убит в столовой торгового центра города Манта неизвестным, выстрелившим в упор. Самбрано прибыл на место происшествия в сопровождении жены и дочери, а также персонала, который предложил ему защиту, но нападавший воспользовался моментом, когда его товарищи ушли, чтобы перехватить его. Инцидент вызвал эвакуацию торгового центра. Через день после происшествия полиция объявила, что расследует возможную связь между убийством Самбрано и убийством политика Патрисио Мендосы, которое произошло несколькими днями ранее в городе Кеведо.